# آلف اندرشون
آلف اندرشون (انگلیسی: Alf Andersen; ۱۵ مهٔ ۱۹۰۶ – ۱۲ آوریل ۱۹۷۵) اسکی‌باز پرش اهل نروژ بود.